# Porcellio elongata
Porcellio elongata là một loài chân đều trong họ Porcellionidae. Loài này được Shen miêu tả khoa học năm 1949.